# Lothar Claesges
Lothar Claesges (nascido em 3 de julho de 1942) é um ex-ciclista alemão que competiu no ciclismo nos Jogos Olímpicos de Verão de 1964, pela equipe Alemã Unida, ganhando a medalha de ouro na perseguição por equipes.